# 青木町 (岡崎市)
青木町（あおきちょう）は愛知県岡崎市岩津地区の町丁。丁目および小字は設置されていない。

## 地理
岡崎市の北西部に位置する。町北側の境界には青木川が流れている。

### 河川
- 青木川

### 番地
| - 1 - 2 - 3 - 4 - 5 - 6 | - 7 - 8 - 9 - 10 - 11 | - 13 - 14 - 15 - 16 - 17 | - 18 - 19 - 20 - 21 - 22 |

## 世帯数と人口
2019年（令和元年）5月1日現在の世帯数と人口は以下の通りである。
| 町丁   | 世帯数  | 人口    |
| ------ | ------- | ------- |
| 青木町 | 439世帯 | 1,106人 |

### 人口の変遷
国勢調査による人口の推移
| 1995年（平成7年）  | 960人   | [ WEB 6 ]  |  |
| 2000年（平成12年） | 916人   | [ WEB 7 ]  |  |
| 2005年（平成17年） | 1,060人 | [ WEB 8 ]  |  |
| 2010年（平成22年） | 1,140人 | [ WEB 9 ]  |  |
| 2015年（平成27年） | 1,088人 | [ WEB 10 ] |  |

## 学区
市立小・中学校に通う場合、学区は以下の通りとなる。
| 番・番地等 | 小学校               | 中学校           | 高等学校 |
| ---------- | -------------------- | ---------------- | -------- |
| 全域       | 岡崎市立大樹寺小学校 | 岡崎市立北中学校 | 三河学区 |

## 歴史
額田郡百々村を前身とする。

### 町名の由来
北に青木川が流れ、かつて一帯が青木川原と呼ばれていたこと、および井ノ口町字青木による。

### 沿革
- 1978年（昭和53年）3月21日 - 岡崎都市計画中部土地区画整理事業により、東蔵前町・井ノ口町・西阿知和町・百々町の各一部が独立し、青木町となった[WEB 1]。

## 交通
道路
- 国道248号
- 愛知県道39号岡崎足助線（青木橋通り）
  - 足助街道

## 施設

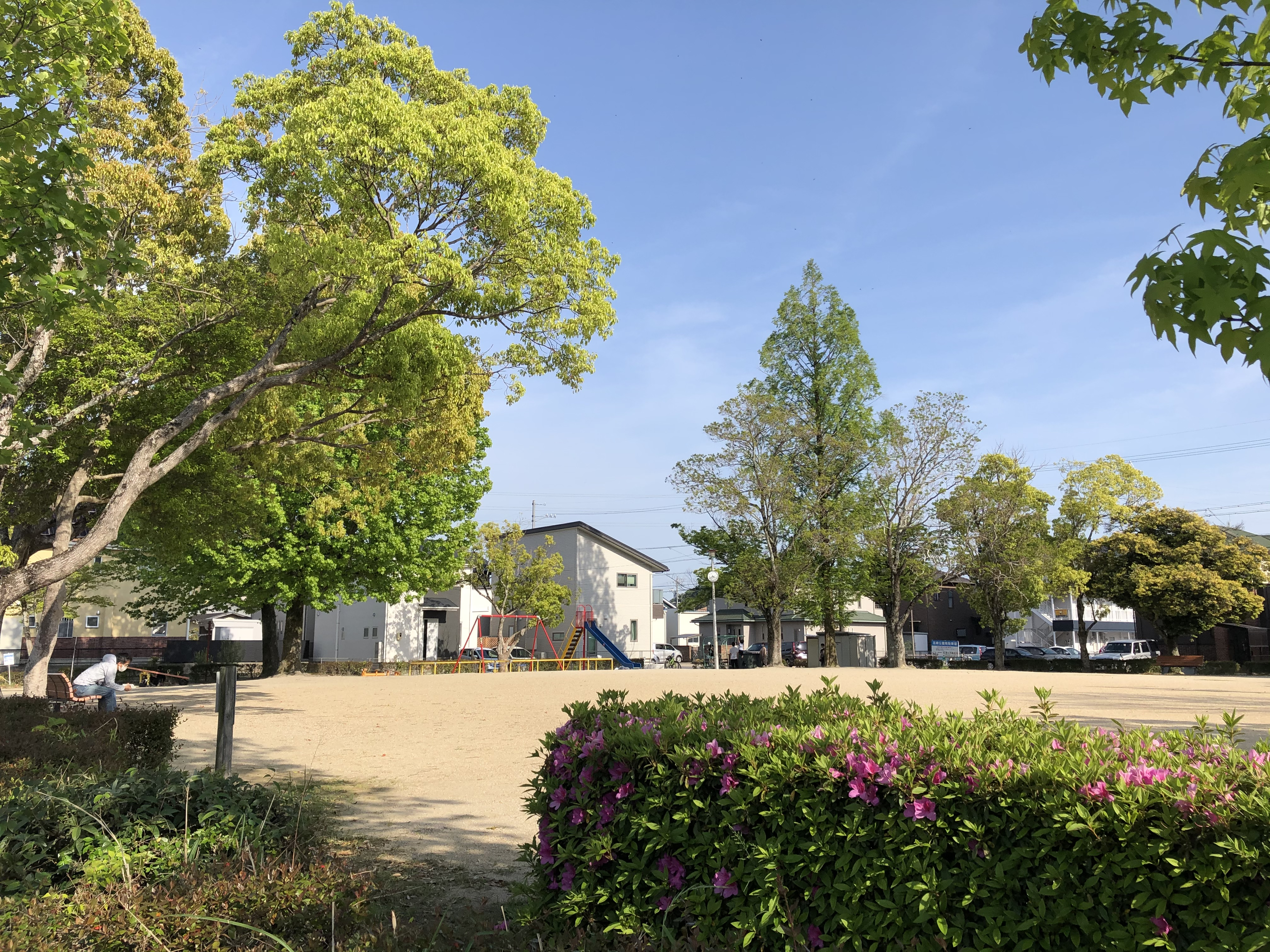
瓦崎公園

- イズモホール岡崎北
- ブックオフ岡崎井ノ口店
- ネッツトヨタ東海
- 瓦崎公園

## その他

### 日本郵便
- 郵便番号 : 444-2131[WEB 4]（集配局：岩津郵便局[WEB 12]）。

### WEB
1. 1 2  
“「４　新旧町名対照一覧表」” (XLS).   岡崎市. 2019年5月26日閲覧。
2. ↑  “愛知県岡崎市の町丁・字一覧”.   人口統計ラボ. 2019年5月19日閲覧。
3. 1 2  “支所・町別人口・世帯集計表（各月１日現在）” (XLS).   岡崎市（統計ポータルサイト） (2019年5月1日). 2019年5月19日閲覧。
4. 1 2  “郵便番号”.  日本郵便. 2019年5月19日閲覧。
5. ↑  “市外局番の一覧”.   総務省. 2019年5月19日閲覧。
6. ↑  総務省統計局 (2014年3月28日). “平成7年国勢調査の調査結果(e-Stat) - 男女別人口及び世帯数 －町丁・字等”. 2019年3月23日閲覧。
7. ↑  総務省統計局 (2014年5月30日). “平成12年国勢調査の調査結果(e-Stat) - 男女別人口及び世帯数 －町丁・字等”. 2019年3月23日閲覧。
8. ↑  総務省統計局 (2014年6月27日). “平成17年国勢調査の調査結果(e-Stat) - 男女別人口及び世帯数 －町丁・字等”. 2019年3月23日閲覧。
9. ↑  総務省統計局 (2012年1月20日). “平成22年国勢調査の調査結果(e-Stat) - 男女別人口及び世帯数 －町丁・字等”. 2019年3月23日閲覧。
10. ↑  総務省統計局 (2017年1月27日). “平成27年国勢調査の調査結果(e-Stat) - 男女別人口及び世帯数 －町丁・字等”. 2019年3月23日閲覧。
11. ↑  “岡崎市立小中学校通学区域”.   岡崎市 (2018年6月9日). 2019年5月19日閲覧。
12. ↑  “郵便番号簿 2018年度版” (PDF).   日本郵便. 2019年5月18日閲覧。

### 書籍
1. ↑  「角川日本地名大辞典」編纂委員会 1989, p. 69.

## 参考資料
- 「角川日本地名大辞典」編纂委員会 編『角川日本地名大辞典 23 愛知県』角川書店、1989年3月8日。ISBN 4-04-001230-5。
- 有限会社平凡社地方資料センター 編『日本歴史地名体系第23巻 愛知県の地名』平凡社、1981年。ISBN 4-582-49023-9。